# Vildhjarta (musikgrupp)
Vildhjarta är ett svenskt progressivt metalband från Hudiksvall, bildat 2005. Bandet spelar en Meshuggah-influerad musikstil med kraftigt nedstämda sjusträngade gitarrer, lager av efterklingande gitarrer och dubbla sångare.

## Historia
Vildhjarta grundades av Daniel Bergström, Jimmie Åkerström och Johan Nyberg i Hudiksvall 2005. Under bandets tidigaste dagar bestod det av tre medlemmar, alla spridda över olika delar av Sverige.
Enligt Vildhjarta-gitarristen Daniel Bergström möjliggjorde engagemang för sina fans och "musikens konst" bara tre låtar att släppas under de fyra åren innan bandets första fullängdsalbum släpptes 2011. Efter att ha värvat ytterligare medlemmar och år av kontakt med Century Media Records skrev de på ett världsomspännande skivkontrakt våren 2011. Debutalbumet Måsstaden är ett konceptalbum som "berättar historien om en undangömd och isolerad stad, berättad på klassiskt fabelmanér". Inspirationskällor till albumets berättelse var bland annat Djungelboken och Mumindalen.
Bandet själva beskriver sin musik som "ambidjent" med lugna, stämningsfulla bakgrundsmelodier blandat med komplexa rytmer och riff av nedstämda gitarrer.
Med sin utmärkande version av djent myntade Vildhjarta oavsiktligt det tillhörande ordet thall, som bandet har använt för att beskriva sin egen musik och det har också blivit en meme inom bandet och dess fans. Etymologin för thall kommer från det sluddriga uttalet av World of Warcraft-karaktären Thrall när det sägs med svenskt uttal. På senare tid har Vildhjarta sagt att det bara är ett ord och "det kan vara vad du vill att det ska vara."
Gitarristen Calle-Magnus Thomér uppgav Meshuggah, Ion Dissonance, Katatonia och The Mars Volta som några av bandets mest framträdande influenser.

## Medlemmar
| Nuvarande medlemmar - Daniel Bergström – gitarr (2005–) - Carl-Magnus Thomér – gitarr (2009–) - Vilhelm Bladin – sång (2011–) - Buster Odeholm – trummor (2014–) | Tidigare medlemmar - Robert Luciani – sång (2008–2011) - Jimmie Åkerström – gitarr (2005–2012) - David Lindkvist – trummor (2008–2014) - Daniel Ädel – sång (2008–2018) - Johan Nyberg – basgitarr (2005–2020) |

## Diskografi
Studioalbum
- Måsstaden (2011)[10]
- Måsstaden under vatten (2021)[11]

EP
- Omnislash (2009)
- Thousands of Evils (2013)[12][13]